# Pointe Bayeux
La Pointe Bayeux (4.258 m s.l.m.) è una montagna del Massiccio del Monte Bianco che si trova appena a nord del Dôme du Goûter.
È inserita nella lista secondaria delle Vette alpine superiori a 4000 metri.

## Caratteristiche
La Via normale francese al Monte Bianco passa nelle sue vicinanze mentre aggira il Dôme du Goûter.